# トマス・バークリー (第7代バークリー子爵)

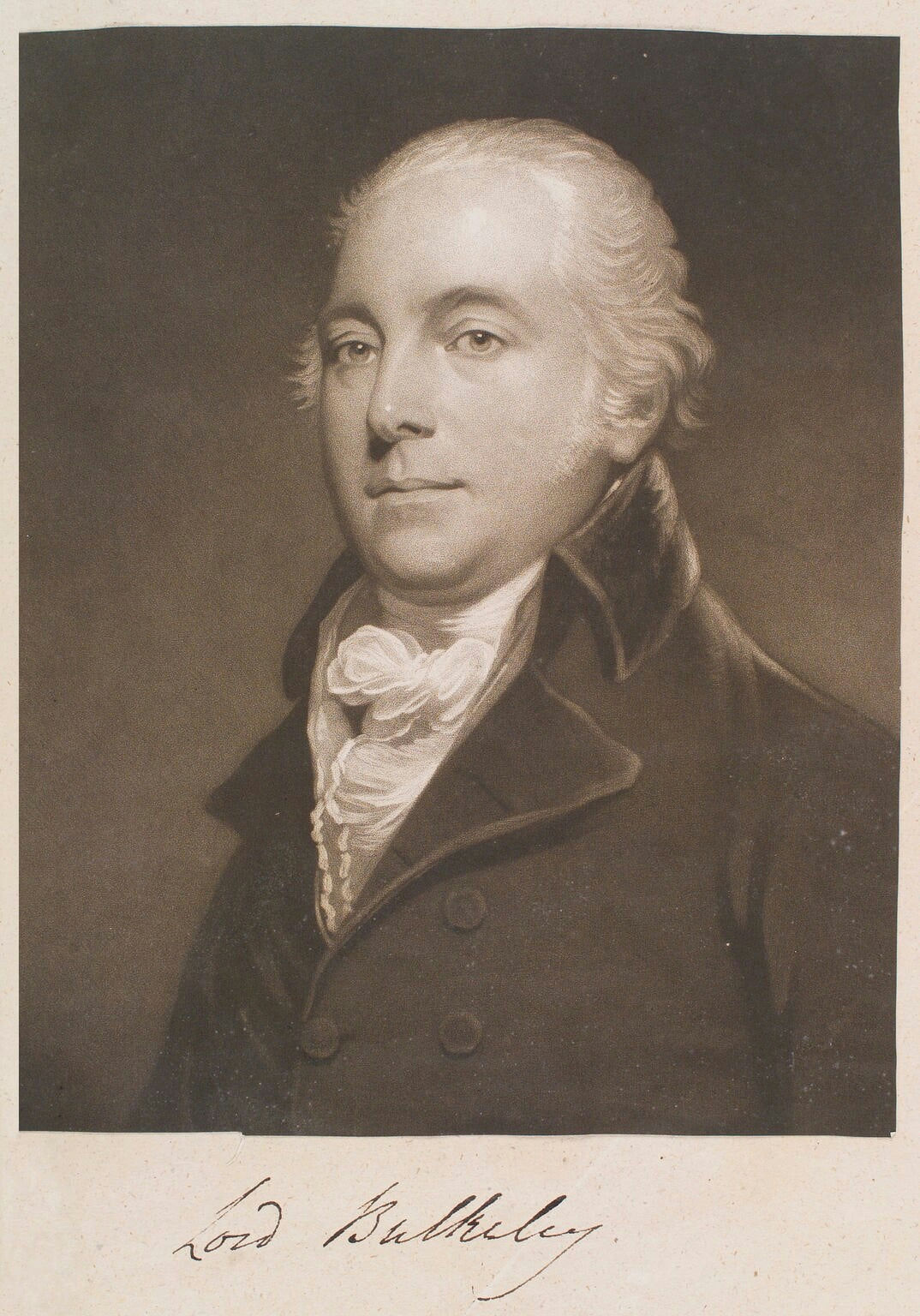
第7代バークリー子爵

第7代バークリー子爵トマス・ジェームズ・バークリー（英語: Thomas James Bulkeley, 7th Viscount Bulkeley、1752年12月12日 – 1822年6月13日）は、イギリスの貴族、政治家。1774年から1784年まで庶民院議員を務めた。

## 生涯
第6代バークリー子爵ジェームズ・バークリーとエンマ・ローランズ（Emma Rowlands、1770年8月18日没、トマス・ローランズの娘）の息子として、1752年12月12日に生まれた。父の死後に生まれたため、出生時点でバークリー子爵の爵位を継承した。1764年から1769年までウェストミンスター・スクールで教育を受けた後、1769年7月12日にオックスフォード大学ジーザス・カレッジに入学、1773年3月18日にM.A.の学位を、1810年7月3日にD.C.L.の学位を修得した。また、ジョージ・グレンヴィル（後の初代バッキンガム侯爵）とともにグランド・ツアーに出た。
1771年より北ウェールズ会計係（Chamberlain of North Wales）を務め、1774年イギリス総選挙ではアングルシー選挙区から出馬して当選した。バークリー子爵が最初に投票したのは1775年2月22日にジョン・ウィルクスの動議を支持したときで、最初に演説したのは同年3月15日に議員の辞任を許可する議案に賛成したときだった（与党はこの議案に反対した）。その後、1779年頃に野党に転じたが、1780年イギリス総選挙で再選を果たし、1781年2月にエドマンド・バークの議案を支持して演説し、12月にアメリカ独立戦争に関する野党の議案に賛成票を投じた。同じく1781年12月にカーナーヴォンシャー統監に任命された（1822年に死去するまで在任）。そして、1782年2月から3月にかけて政府の議案に反対票を投じ、ノース内閣の倒閣に貢献した。続く第2次ロッキンガム侯爵内閣とシェルバーン伯爵内閣を支持し、フォックス＝ノース連立内閣には反対し、チャールズ・ジェームズ・フォックスの東インド法案に反対票を投じた。
第1次ピット内閣では小ピットを支持、小ピットからグレートブリテン貴族への叙爵を約束されたため1784年イギリス総選挙で出馬しなかった。1784年5月14日、アングルシー州におけるビューマリスのバークリー男爵に叙され、アイルランド貴族であるバークリー子爵と違いグレートブリテン貴族だったため、貴族院に移籍することとなった。以降も小ピットを支持したが、第1次小ピット内閣が倒れるとホイッグ党に復帰した。
1822年6月13日にエングルフィールド・グリーンで急死、爵位はすべて断絶した。

## 家族
1777年4月26日、エリザベス・ハリエット・ウォレン（Elizabeth Harriet Warren、1826年2月23日没、サー・ジョージ・ウォレンの娘）と結婚したが、2人の間に子供はいなかった。結婚に伴い、バークリー子爵は1802年9月20日に認可状を得てトマス・ジェームズ・ウォレン＝バークリーに改名した。